# 6 август
6 август е 218-ият ден в годината според григорианския календар (219-и през високосна година). Остават 147 дни до края на годината.

## Събития
- 1623 г. – Кардинал Мафео Барберини е избран за папа и приема името Урбан VIII.
- 1806 г. – Франц II абдикира от императорския престол, с което престава да съществува Свещената Римска империя на немския народ.
- 1825 г. – Боливия придобива независимост от Испания.
- 1824 г. – Въстаническата армия на Симон Боливар нанася решително поражение на испанските войски при Хунин в Перу.
- 1834 г. – Високата порта издава указ за организиране на териториална армия, наречена редиф – по един батальон от 1400 доброволци на санджак.
- 1844 г. – В британската преса е отпечатана първата новина, получена от телеграф.
- 1890 г. – За първи път в затвора Обърн в Ню Йорк е екзекутиран човек с електрически стол.
- 1898 г. – Учредено е Централно ловно дружество „Сокол“ – днес Национално ловно-рибарско сдружение „Съюз на ловците и риболовците в България“.

- 1918 г. – Първата световна война: В битката при Марна Антантата, подкрепена от САЩ, успява да превземе Северна Франция.
- 1929 г. – В СССР е създадена специална армия на Далечния изток.
- 1940 г. – Втората световна война: Естония е анексирана от СССР.
- 1942 г. – Кралицата на Нидерландия Вилхелмина Холандска става първата коронована особа, държала реч в Конгреса на САЩ.
- 1945 г. – Втората световна война: Град Хирошима в Япония е разрушен напълно от атомната бомба „Малчугана“, хвърлена от американския бомбардировач B-29 Енола Гей.
- 1958 г. – България установява дипломатически отношения с Уругвай.
- 1961 г. – СССР изстрелват втори пилотиран космически кораб (Восток-2), а космонавтът Герман Титов става първият човек, който прекарва в Космоса повече от едно денонощие.
- 1962 г. – Британската колония Ямайка получава независимост.
- 1997 г. – Боинг-747 на корейските авиолинии катастрофира в джунглата на Гуам, загиват 228 души.
- 2003 г. – Столичният общински съвет приема окончателния доклад за общ устройствен план на София.
- 2007 г. – Скъсана част от стената на микроязовир „Дервента“ предизвиква приливна вълна, която залива земеделски площи и причинява тежки разрушения в град Цар Калоян.

## Родени
- 1619 г. – Барбара Строци, италианска композиторка († 1677 г.)
- 1644 г. – Луиза дьо Ла Валиер, метреса на Луи XIV († 1710 г.)
- 1651 г. – Карл Густав Реншьолд, шведски фелдмаршал († 1722 г.)
- 1697 г. – Карл VII, император на Свещената Римска империя († 1745 г.)
- 1775 г. – Луи XIX, дофин на Франция († 1844 г.)
- 1809 г. – Алфред Тенисън, английски поет († 1892 г.)
- 1836 г. – Минчо Кънчев, български революционер и писател († 1904 г.)
- 1836 г. – Хаджи Боне Петров, заможен българин († 1895 г.)
- 1844 г. – Алфред, британски благородник († 1900 г.)
- 1856 г. – Панайот Дворянов, български офицер († 1937 г.)
- 1858 г. – Симеон Янков, български военен деец († ? г.)
- 1861 г. – Едит Рузвелт, Първа дама на САЩ († 1948 г.)
- 1866 г. – Георги Бончев, български геолог († 1955 г.)
- 1874 г. – Чарлз Форт, американски изследовател на непознатото, предтеча на съвременното уфоложко движение († 1932 г.)
- 1881 г. – Александър Флеминг, британски учен, Нобелов лауреат († 1955 г.)
- 1886 г. – Флоренс Гудинаф, американски психолог († 1959 г.)
- 1892 г. – Кажимера Иллаковичувна, полска писателка и поетса († 1983 г.)
- 1896 г. – Иван Маринов (офицер), български военен деец († 1979 г.)
- 1898 г. – Благой Иванов, български генерал и политик († 1951 г.)
- 1899 г. – Вернер Кемпер, немски лекар и психоаналитик († 1975 г.)
- 1900 г. – Вили Браун, американски блус-музикант († 1952 г.)
- 1905 г. – Уилям Гилеспи, британски психоаналитик († 2001 г.)
- 1908 г. – Хелън Джейкъбс, американска тенисистка († 1997 г.)
- 1911 г. – Люсил Бол, американска комедийна актриса († 1989 г.)
- 1915 г. – Стефан Кънчев, български художник – график († 2001 г.)
- 1917 г. – Атанас Александров – Герчо, български партизанин († 1944 г.)
- 1917 г. – Робърт Мичъм, американски актьор († 1997 г.)
- 1921 г. – Петко Карлуковски, български актьор († 1974 г.)
- 1926 г. – Джанет Азимов, американска писателка († 2019 г.)
- 1926 г. – Криста Райниг, немска писателка († 2008 г.)
- 1926 г. – Хорст Каснер, германски евангелист († 2011 г.)
- 1928 г. – Анди Уорхол, американски художник († 1987 г.)
- 1930 г. – Цутому Ошима, японски каратист
- 1934 г. – Петър Крумов, български диригент († 2021 г.)
- 1934 г. – Пиърс Антъни, английски писател фантаст
- 1940 г. – Райна Афионлиева, българска треньорка по художествена гимнастика
- 1942 г. – Джордж Юнг, американски наркотрафикант († 2021 г.)
- 1943 г. – Джон Пъстел, американски информатик, един от създателите на Интернет († 1998 г.)
- 1949 г. – Георги Найденов – Гого, български музикант († 2014 г.)
- 1958 г. – Томас Лафчис, български футболист и треньор
- 1960 г. – Сергей Игнатов, български историк и политик
- 1968 г. – Петър Паунов, български юрист и политик
- 1972 г. – Гери Халиуел, британска музикантка
- 1973 г. – Ейжа Карера, бивша порно звезда
- 1973 г. – Томислав Дончев, кмет на Габрово
- 1975 г. – Ренате Гьотчел, австрийска скиорка
- 1980 г. – Витантонио Лиуци, италиански пилот от Формула 1
- 1984 г. – Ведад Ибишевич, босненски футболист
- 2003 г - Чавдар Димитров, кмет на село Ветрино

## Починали
- 258 г. – Сикст II, римски папа (* ? г.)
- 523 г. – Хормисдас, римски папа (* ок. 450 г.)
- 1221 г. – Свети Доминик, основател на Ордена на доминиканите (* 1172 г.)
- 1458 г. – Каликст III, римски папа (* 1378 г.)
- 1526 г. – Хуан Себастиан де Елкано, испански мореплавател (* ок. 1486 г.)
- 1585 г. – Ермак Тимофеевич, казашки атаман (* ок. 1534 г.)
- 1637 г. – Бен Джонсън, английски ренесансов поет, драматург и актьор (* 1572 г.)
- 1657 г. – Богдан Хмелницки, украински хетман (* 1595 г.)
- 1660 г. – Диего Веласкес, испански художник (* 1599 г.)
- 1746 г. – Кристиан VI, крал на Дания и Норвегия (* 1699 г.)
- 1903 г. – Георги Кондолов, български революционер (* 1858 г.)
- 1925 г. – Петър Костов – Пашата, български революционер (* 1889 г.)
- 1925 г. – Петър Станчев, български революционер (* 1893 г.)
- 1941 г. – Леонид Леонидов, руски актьор († 1873 г.)
- 1956 г. – Оскар Пфистер, швейцарски министър (* 1873 г.)
- 1960 г. – Георги Юруков, български книгоиздател (* 1886 г.)
- 1969 г. – Теодор Адорно, немски социолог (* 1903 г.)
- 1973 г. – Фулхенсио Батиста, кубински генерал (* 1901 г.)
- 1978 г. – Павел VI, римски папа (* 1897 г.)
- 1986 г. – Олга Блажева, българска поетеса (* 1901 г.)
- 1987 г. – Георги Гълъбов, български лекар (* 1918 г.)
- 1990 г. – Иван Давидков, български поет († 1926 г.)
- 1998 г. – Андре Вейл, френски математик (* 1906 г.)
- 2001 г. – Борислав Иванов, български актьор (* 1916 г.)
- 2001 г. – Жоржи Амаду, бразилски писател (* 1912 г.)
- 2002 г. – Едсхер Дейкстра, холандски учен (* 1930 г.)
- 2009 г. – Джон Хюз, американски режисьор (* 1950 г.)
- 2009 г. – Петър Василев, български актьор (* 1911 г.)
- 2010 г. – Джон Луис Манси, британски актьор (* 1926 г.)
- 2012 г. – Руджеро Ричи, американски цигулар (* 1918 г.)
- 2021 г. – Радосвет Радев, български журналист и бизнесмен (* 1960 г.)

## Празници
- Празник на град Пирдоп (за 2011 г.) – Чества се през първата събота на август. Определен с Решение на Общинския съвет
- Преображение Господне
- Световен ден на борба за забрана на ядреното оръжие и Ден на Хирошима – Годишнина от атомната бомбардировка над Хирошима (Япония) през 1945 г.
- Международен ден „Лекарите в света за мир“ – Отбелязва се по решение на изпълнителния комитет на Международното движение „Лекарите в света за предотвратяване на ядрената война“ в деня на бомбардировката над Хирошима
- Ден на милосърдието – Посветен е на състраданието към жертвите на атомните бомбардировки, войните и тероризма. Отбелязва се от Националния музей „Земята и хората“. Само на този ден в залата на Гиганските кристали се експонира „камъкът от Хирошима“, който музеят е получил през 1997 г. от Президентството на Република България. Гранитният камък е част от трамвайната настилка, която е била изложена на въздействието на атомния взрив в 8:15 часа сутринта на 6 август 1945 г.
- Аржентина – Ден на детето
- Боливия – Ден на независимостта (от Испания, 1825 г., национален празник)
- ОАЕ – Годишнина от възкачването на престола на шейх Зайед бин Султан Ал-Нахайн
- Русия – Ден на железопътните войски
- Ямайка – Ден на независимостта 2007 г. (от Великобритания, 1962 г., национален празник – първият понеделник на август)
- Япония – Торо Нагаши (Хирошима), церемония с плаващи фенери в чест на загиналите от атомната бомба в Хирошима.